# Marly Vasconcelos
Marly Sales Vasconcelos (Fortaleza, 5 de julho de 1942), é uma professora de literatura, poeta, romancista, contista, jornalista, conferencista brasileira e acadêmica que ocupa a cadeira número 7 da Academia Cearense de Letras.

## Biografia
Filha de José Ventura de Vasconcelos e Maria Sales de Vasconcelos. Estudou nos colégios da Imaculada Conceição, das Dorotéias e São João. Bacharelou-se pela Faculdade de Direito da Universidade Federal do Ceará e fez, também, curso de licenciatura em Letras do Centro de Humanidades da Universidade Federal do Ceará, ministrou conferências e aulas de Literatura Brasileira e Literatura Infantil na UFC. Colaborou com os jornais O Povo e Jornal de Cultura da UFC e com as revistas Pássaro, Siriará e Revista da Academia Cearense de Letras.
Ingressou na Academia Cearense de Letras no dia 22 de março de 1990, ocasião em que foi saudada pelo romancista João Clímaco Bezerra. Ocupa a vaga deixada pelo escritor Nertan Macedo, cadeira número 7, cujo patrono é o jurisconsulto Clóvis Beviláqua. Foi a primeira a tomar posse no Palácio da Luz como a nova sede da academia.
Seu livro Azul-cobalto, (2002), obteve classificação especial na categoria Literatura Juvenil, no Concurso Nacional de Literatura João-de-Barro, Belo Horizonte.

## Obras
- Água Insone, (1973),
- Cãtygua Proençal, (1985),
- Coração de Areia, (1992), (Romance),
- Sala de Retratos, (1998),
- Azul-cobalto, (2002),
- Solitário Bandolim (2010),
- Aquarela Cintilante (2014).

## Homenagens
- Recebeu Menção Honrosa do Prêmio Graciliano Ramos, da União Brasileira de Escritores, Rio de Janeiro, em 1989, pelo livro Coração de Areia.